# Samira Benichi
Samira Benichi (* 10. Juni 1993) ist eine marokkanische Rollstuhltennisspielerin.

## Karriere
Samira Benichi spielt seit 2018 auf der ITF-Tour, dabei konnte sie im Doppel drei Turniere mit ihrer Landsfrau Najwa Awane gewinnen.
Seit 2018 tritt Najwa Awane regelmäßig beim World Team Cup für Marokko an.
Bei der ersten Austragung der Para-Afrikaspiele 2023 in Accra gewann sie Silber im Einzel, sie musste sich nur ihrer Doppelpartnerin Najwa Awane, mit der zusammen sie außerdem die Goldmedaille gewinnen konnte, geschlagen geben.
Bei den Paralympischen Spielen 2024 in Paris unterlag Benichi in der ersten Runde Ksénia Chasteau aus Frankreich, im Doppel traf sie mit Najwa Awane zu Beginn auf die Chinesinnen Guo Luoyao und Wang Ziying, die später die Bronzemedaille gewannen.